# Нуржауський сільський округ
Нуржа́уський сільський округ (каз. Нұржау ауылдық округі, рос. Нуржауский сельский округ) — адміністративна одиниця у складі Курмангазинського району Атирауської області Казахстану. Адміністративний центр — село Нуржау.
Населення — 2712 осіб (2021; 2630 у 2009, 2819 у 1999, 3001 у 1989).
Станом на 1989 рік існувала Нуржауська сільська рада (села Аліслан, Джамбул, Нуржау).

## Склад
До складу округу входять такі населені пункти:
| Населений пункт | Колишні назви | Населення, осіб (1989) | Населення, осіб (1999) | Населення, осіб (2009) | Населення, осіб (2021) |
| --------------- | ------------- | ---------------------- | ---------------------- | ---------------------- | ---------------------- |
| Аліслан, село   | -             | 896                    | -                      | -                      | -                      |
| Жамбил, село    | Джамбул       | 374                    | 785                    | 565                    | 647                    |
| Нуржау, село    | -             | 1731                   | 2034                   | 2065                   | 2065                   |